# Correa (Argentinië)
Correa is een plaats in het Argentijnse bestuurlijke gebied  Iriondo in de provincie Santa Fe. De plaats telt 2.100 inwoners.